# Ossenzijl

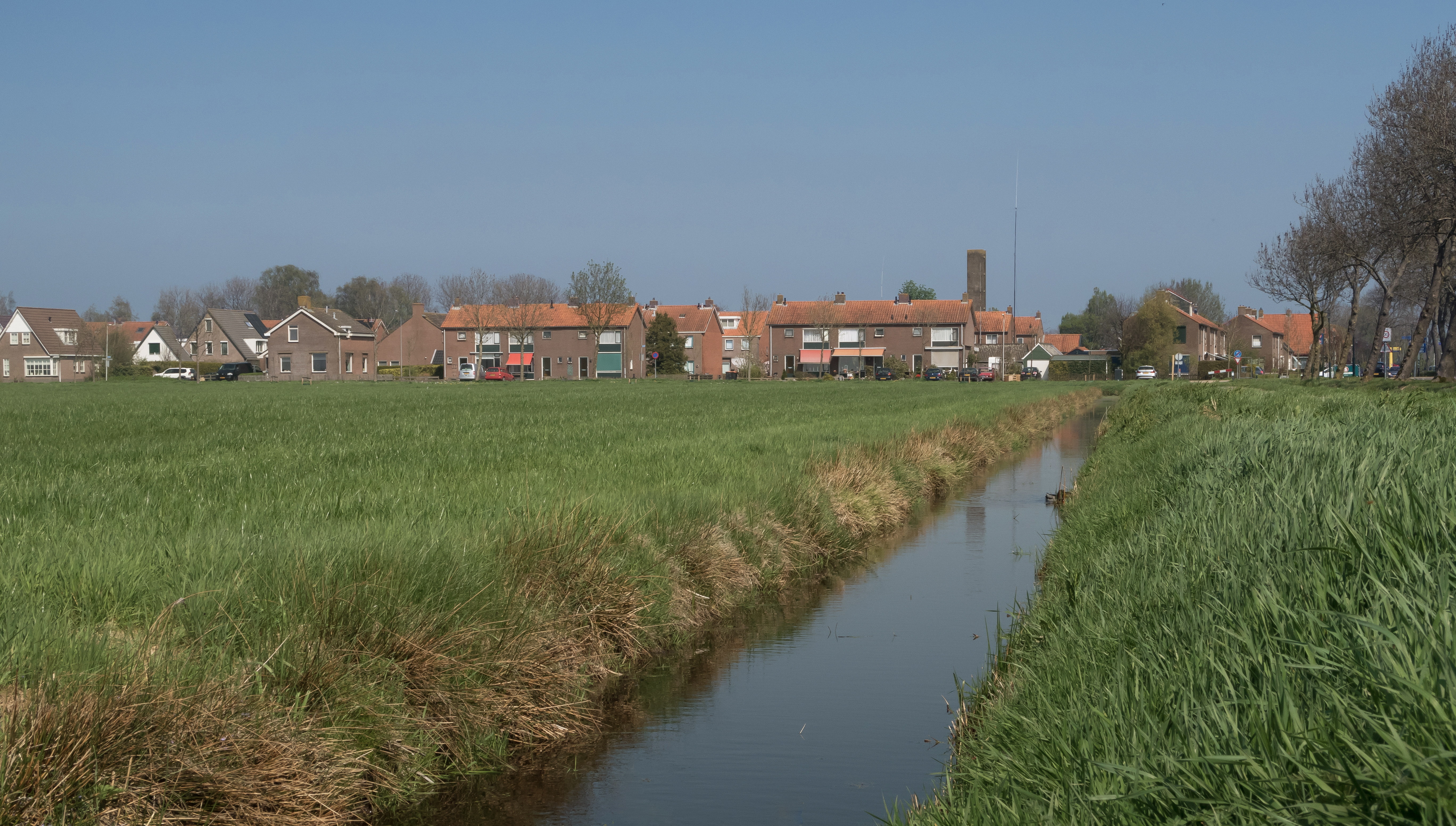
Ossenzijl, vue sur le village.

Ossenzijl est un village dans la commune néerlandaise de Steenwijkerland, dans la province d'Overijssel. Le 1er janvier 2006, le village comptait 520 habitants.
À Ossenzijl se trouve sur le carrefour du Canal de Steenwijk à Ossenzijl et du Kalenbergergracht.